# 小眼擬鱨
小眼擬鱨，為輻鰭魚綱鯰形目鱨科的其中一種，為溫帶淡水魚類，分布於亞洲中國重慶淡水流域，體長可達9.4公分，棲息在底層水域，生活習性不明。

## 扩展阅读
維基物種上的相關：小眼擬鱨